# 宜昌北站
宜昌北站，是建设中沿江高铁通道中汉宜高速铁路的重要车站。地点位于湖北省宜昌市夷陵区龙泉镇，规模9台20线，总建筑面积8万多平方米，配设1座动车运用所，是区域性枢纽站，属于武汉铁路局管辖。未来列车可以通过宜昌至郑万高铁联络线来往本站和宜昌东站、兴山站。